# Slaget vid Doggers bankar (1915)
Slaget vid Doggers bankar var ett sjöslag som utkämpades nära Doggers bankar i Nordsjön den 24 januari 1915, under det första världskriget, mellan enheter från de tyska och brittiska flottorna. Ett av de fartyg som kapsejsade och sänktes under striderna var SMS Blücher.

## Bakgrund
Efter att Hochseeflotte hade varit mer eller mindre instängda i sina hamnar efter nederlaget vid första slaget vid Helgolandsbukten valde befälhavare för Kaiserliche Marine Friedrich von Ingenohl att genomföra räder mot kuststäder i Storbritannien i syfte att locka delar av Grand Fleet i strid. Den första räden mot Yarmouth orsakade endast mindre skador i staden och inga brittiska fartyg kunde lockas att förfölja den tyska eskadern med slagkryssare i riktning mot de väntande slagskeppen. Vid den andra räden mot Scarborough, Hartlepool och Whitby den 16 december 1914 visste den brittiska flottan att räden skulle komma genom att man kunde dekryptera tysk radiotrafik. Man planerade ett bakhåll med fyra slagkryssare och sex slagskepp som skulle anfalla den tyska styrkan på väg hem vid Doggers bankar. Det tyska bombardemanget kom att skada 300 byggnader, döda 108 civila och skada ytterligare 525. Den brittiska eskadern misslyckades med att hitta och genskjuta de tyska angriparna på grund av dålig sikt och brittiska kommunikationsproblem. Detta misslyckande räddade i sin tur den brittiska eskadern från kontakt med huvudstyrka från Hochseeflotte som var till sjöss.

## Styrkor
Royal Navy
- 1st Battlecruiser Squadron:
  - HMS Lion
  - HMS Tiger
  - HMS Princess Royal
- 2nd Battlecruiser Squadron:
  - HMS New Zealand
  - HMS Indomitable
- 1st Light Cruiser Squadron:
  - HMS Southampton
  - HMS Birmingham
  - HMS Lowestoft
  - HMS Nottingham
- Harwich Force:
  - HMS Aurora
  - HMS Arethusa
  - HMS Undaunted
  - 35 jagare

Kaiserliche Marine
- I. Aufklärungsgruppe:
  - SMS Seydlitz
  - SMS Moltke
  - SMS Derfflinger
  - SMS Blücher
- II. Aufklärungsgruppe:
  - SMS Graudenz
  - SMS Stralsund
  - SMS Rostock
  - SMS Kolberg
- V. Torpedoboots Flottille
- VIII. Torpedoboots Flottille

## Förlopp

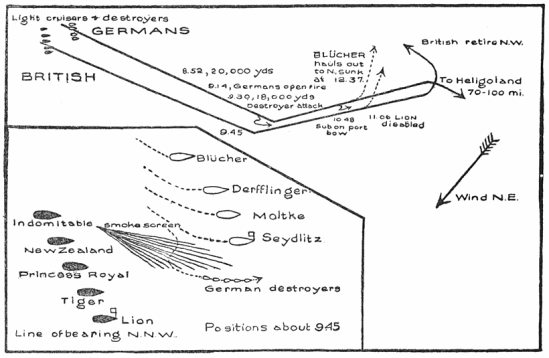
Positioner under slaget

Efter den sista räden mot brittiska kuststäder som nästan hade lyckats, så beslöt Franz von Hipper att försöka upprepa manövern genom att angripa brittiska fiskebåtar vid Doggers bankar. Men även nu kunde britterna dekryptera tysk radiotrafik och planerade ett bakhåll med en styrka på fem slagkryssare och sju lätta kryssare. Klockan 07.05 den 24 januari 1915 fick den brittiska styrkan kontakt med den tyska skärmen av torpedbåtar. Dagen bjöd på ovanligt god sikt. Klockan 07.35 vände den tyska styrkan mot sydost för att undkomma den större brittiska styrkan. Den tyska styrkan hämmades i sin flykt av SMS Blücher som var långsammast med 23 knop medan de nyare brittiska slagkryssarna nådde 27 knop. HMS Lion öppnade eld 08.52 på ett avstånd av 18 000 meter, övriga brittiska slagkryssare öppnade eld allt eftersom de kom inom räckvidd. Först 09.11 kunde de tyska fartygen besvara elden på grund av sin kortare räckvidd. Britterna koncentrerade sin eldgivning på Hippers flaggskepp SMS Seydlitz och Blücher. Beattys intention var att hans två långsammaste fartyg HMS New Zealand och HMS Indomitable skulle koncentrera sig på Blücher och hans tre övriga slagkryssare skulle fördela sin eld på varsin av tre övriga tyska fartygen. Med genom ett missförstånd så besköt HMS Tiger inte  SMS Moltke som avsett utan Seydlitz. Till råga på allt så var hennes eld helt ineffektiv då man misstog Lions nedslag för sina egna, Tiger sköt i själva verket 2 700 meter bakom Seydlitz. Klockan 09.43 träffades Seydlitz av en 34 cm granat från Lion som trängde igenom den aktra barbetten. Granaten exploderade på grund av felkonstruerade tändrör utanför barbettens 23 cm tjocka pansar, men ett hål uppstod i pansaret som var tillräckligt för att antända en korditkardus innanför. Detta kom att starta en kedjereaktion där branden spred sig genom omlastningsrummen ner till kardusdurken, totalt brann 25 ton kordit upp och 165 man omkom men durkarna exploderade inte. De båda aktra kanontornen slogs ut.

Klockan 10.18 fick SMS Derfflinger in flera träffar på Lion som skadades svårt och tappade farten. 10.30 fick HMS Princess Royal in träffar på Blücher som vållade ammunitionsbrand och skador i pannrummen, därmed tappade hon fart. Beatty beordrade Indomitable som var det långsammaste av hans skepp att göra slut på Blücher. Den tyska befälhavare Franz von Hipper fick i det här läget lämna Blücher åt sitt öde för att försöka rädda sina övriga fartyg. Lions hjälpmaskiner hade nu stannat och därmed saknade man strömförsörjning till radioanläggningen, Beatty kunde därefter bara kommunicera med sina fartyg med signalflaggor.  Efter att Lion klockan 10.54 gjorde en skarp sväng norrut för att undvika vad man trodde var en tysk ubåt så missförstod de övriga brittiska slagkryssarna Beattys signaler. Man avbröt förföljandet av de övriga tyska fartygen och koncentrerade sig alla på Blücher. Trots sitt underläge så stred Blücher in i det sista men sköts snart till en brinnande vrak, hon träffades närmare 70 gånger av tunga granater. Till sist så kapsejsade hon 13.13 efter att ha torpederats en sista gång.